# Diocèse de Salina

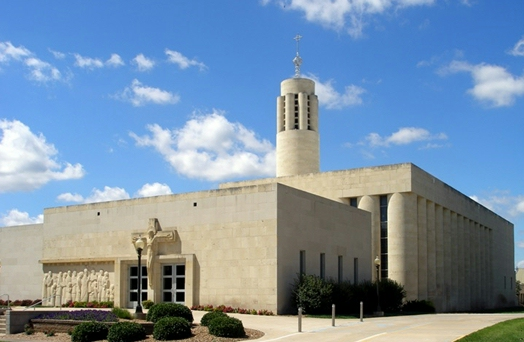
Cathédrale de Salina.

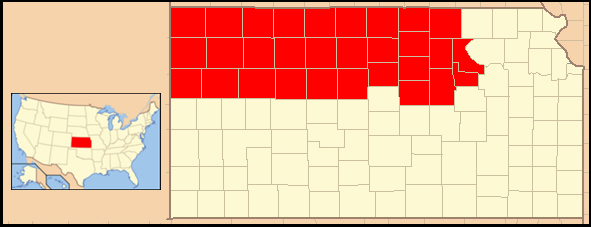
Localisation.

Le diocèse de Salina (Dioecesis Salinensis) est un siège de l'Église catholique aux États-Unis suffragant de l'archidiocèse de Kansas City. En 2014, il comptait 41.327 baptisés pour 340.175 habitants. Il est tenu par Mgr Gerald Vincke.

## Territoire
Le diocèse comprend trente comtés du Kansas : Cheyenne, Clay, Cloud, Decatur, Dickinson, Ellis, Geary, Gove, Graham, Jewell, Lincoln, Logan, Mitchell, Norton, Osborne, Ottawa, Phillips, Rawlins, Republic, Riley, Rooks, Russell, Saline, Sheridan, Sherman, Smith, Thomas, Trego, Wallace et Washington.
Le siège épiscopal est à Salina, où se trouve la cathédrale du Sacré-Cœur-de-Jésus. À Concordia se trouve l'ex-cathédrale de Notre-Dame-du-Perpétuel-Secours et à Victoria, la basilique mineure Saint-Fidèle.
Le territoire s'étend sur 69.087 km² et est subdivisé en 84 paroisses.

## Histoire
Le diocèse de Concordia est érigé le 2 août 1887 par le bref Quum ex apostolico munere de Léon XIII,, recevant son territoire du diocèse de Leavensworth (aujourd'hui archidiocèse de Kansas City).
Le 1er juillet 1897, il s'accroît de cinq comtés du diocèse de Leavensworth.
Le 23 décembre 1944, il prend son nom actuel, la cathédrale du diocèse étant transférée de  Concordia à Salina.
Le diocèse est suffragant de l'archidiocèse de Saint-Louis jusqu'en 1952, quand il entre dans la province ecclésiastique de Kansas City.
Le 29 décembre 1962, le pape Jean XXIII proclame par la lettre apostolique Firmissima Christianis, Notre-Dame du Perpétuel Secours, comme patronne principale du diocèse, et saint François d'Assise, patron secondaire.

## Statistiques
- 1950 : le diocèse comptait 40.848 baptisés pour 316.821 habitants (12,9%), 120 prêtres (80 diocésains et 40 réguliers), 44 religieux et 500 religieuses dans 99 paroisses
- 1966 : le diocèse comptait 57.496 baptisés pour 336.219 habitants (17,1%), 147 prêtres (92 diocésains et 55 réguliers), 50 religieux et 546 religieuses dans 101 paroisses
- 1976 : le diocèse comptait 58.475 baptisés pour 331.841 habitants (17,6%), 109 prêtres (69 diocésains et 40 réguliers), 45 religieux et 394 religieuses dans 98 paroisses
- 1990 : le diocèse comptait 58.696 baptisés pour 336.600 habitants (17,4%), 86 prêtres (61 diocésains et 25 réguliers), 27 religieux et 280 religieuses dans 95 paroisses
- 2000 : le diocèse comptait 49.058 baptisés pour 320.475 habitants (15,3%), 80 prêtres (64 diocésains et 16 réguliers), 16 religieux et 212 religieuses dans 89 paroisses
- 2004 : le diocèse comptait 46.737 baptisés pour 318.145 habitants (14,7%), 74 prêtres (64 diocésains et 10 réguliers), 10 religieux et 198 religieuses dans 88 paroisses
- 2014 : le diocèse comptait 41.327 baptisés pour 340.175 habitants (12,1%), 67 prêtres (50 diocésains et 17 réguliers), 16 diacres permanents, 17 religieux et 129 religieuses dans 84 paroisses[4].

On remarque que tous les indicateurs sont en baisse surtout depuis le début du XXIe siècle.

## Illustrations

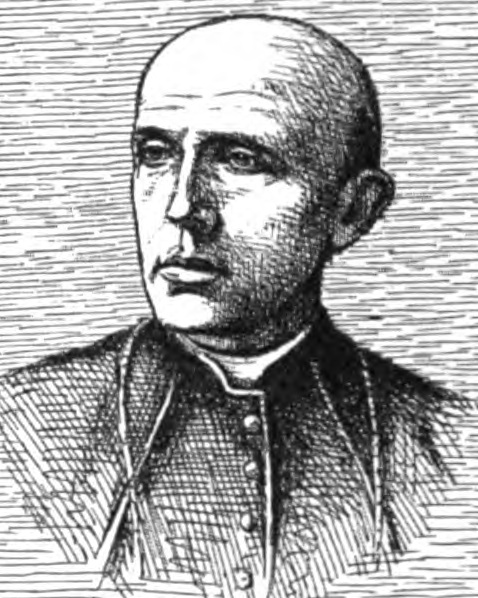
Mgr Scannell, premier évêque de Concordia (1887-1891)
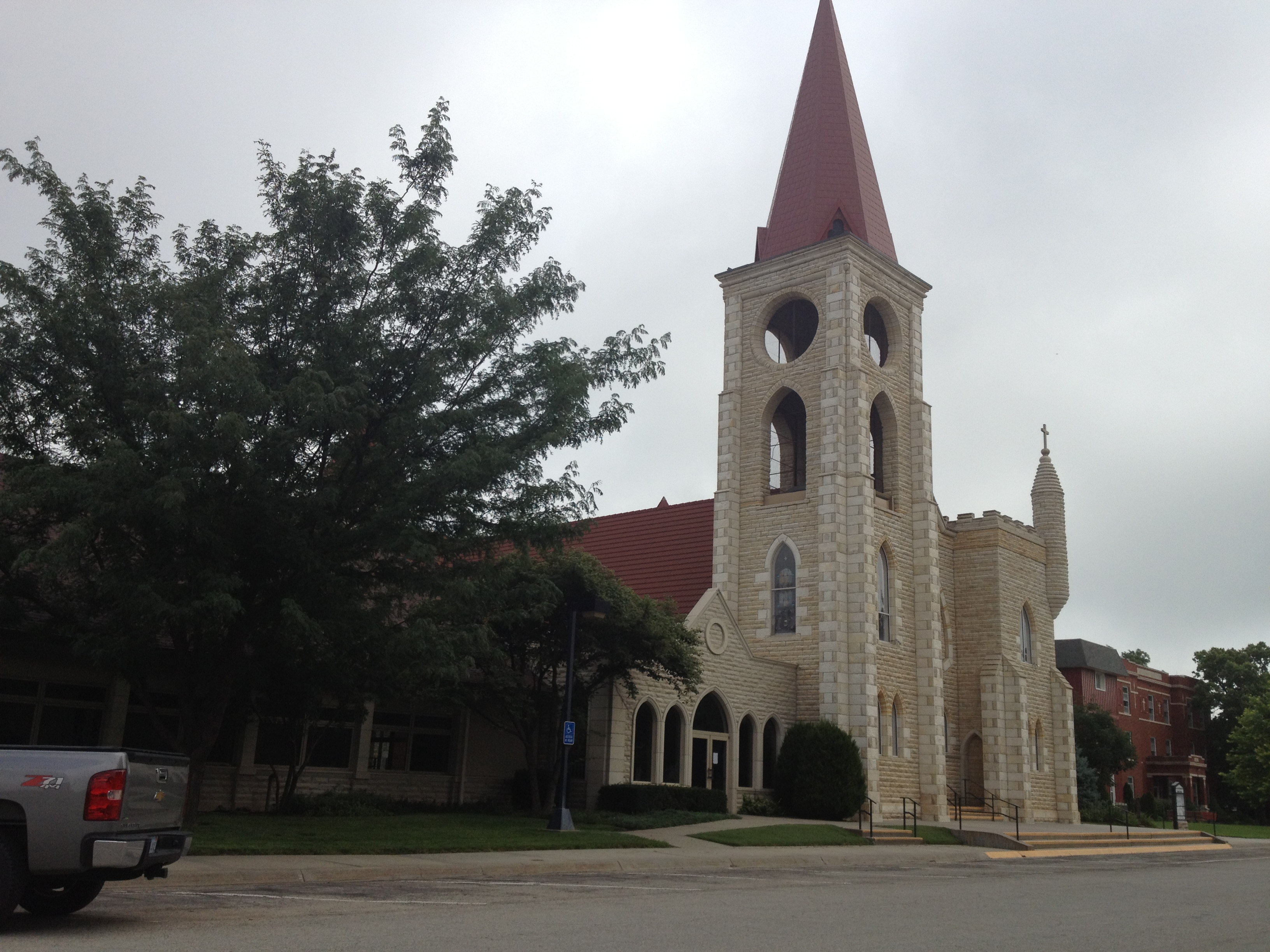
L'ancienne cathédrale de Concordia
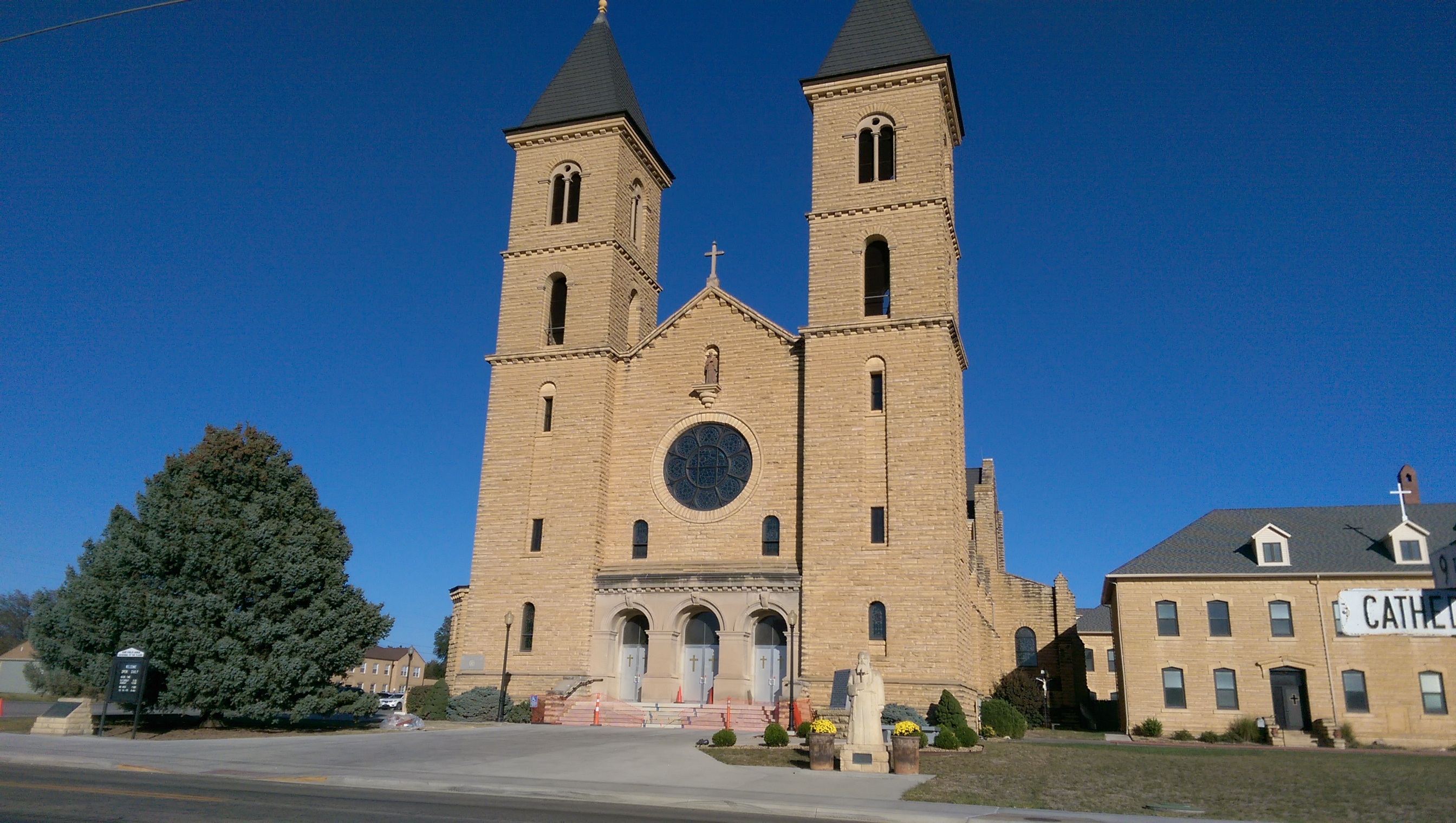
La basilique mineure Saint-Fidèle